# Heinrich Hein
Heinrich Hein (* 1590 in Rostock; † 1666) war ein livländischer Theologe und Rechtswissenschaftler deutscher Abstammung.

## Leben

### Herkunft
Heinrich Hein war der Sohn des Rostocker Professors der Rechte Friedrich Hein (1533–1604).

### Werdegang
Er studierte ab 1603 an der Universität seiner Geburtsstadt.
Er wurde 1632 an die Academia Gustaviana, welche im selben Jahr durch den schwedischen König Gustav II. Adolf gegründet wurde, gerufen und hatte von 1632 bis 1656 als erster Professor den Lehrstuhl für Rechtswissenschaft an der Universität inne. 1633/34, 1639/40, 1648/49 und 1655/56 war Hein Rektor der Universität.
Er war außerdem als Assessor am Hofgericht in Dorpat tätig. Das entsprechende Empfehlungsschreiben von Reichskanzler Axel Oxenstierna an den schwedischen Generalgouverneur in Livland, Gabriel Bengtsson Oxenstierna, datiert vom 12. Februar 1646.

## Privatleben
Heinrich Hein stand der Bewegung der Rosenkreuzer um Johann Valentin Andreae nahe. In Tartu versuchte Hein, einen gleichgesinnten Kreis aufzubauen.
Hein war Eigentümer des nahe Tartu gelegenen Guts von Taabri (Anrepshof). 1646 bestätigte die schwedische Königin Christina Heins Ansprüche auf das Gut.